# Xirocourt
Xirocourt ist eine französische Gemeinde mit 452 Einwohnern (Stand 1. Januar 2022) im Département Meurthe-et-Moselle in der Region Grand Est. Sie gehört zum Arrondissement Nancy und zum Gemeindeverband Pays du Saintois.

## Geografie

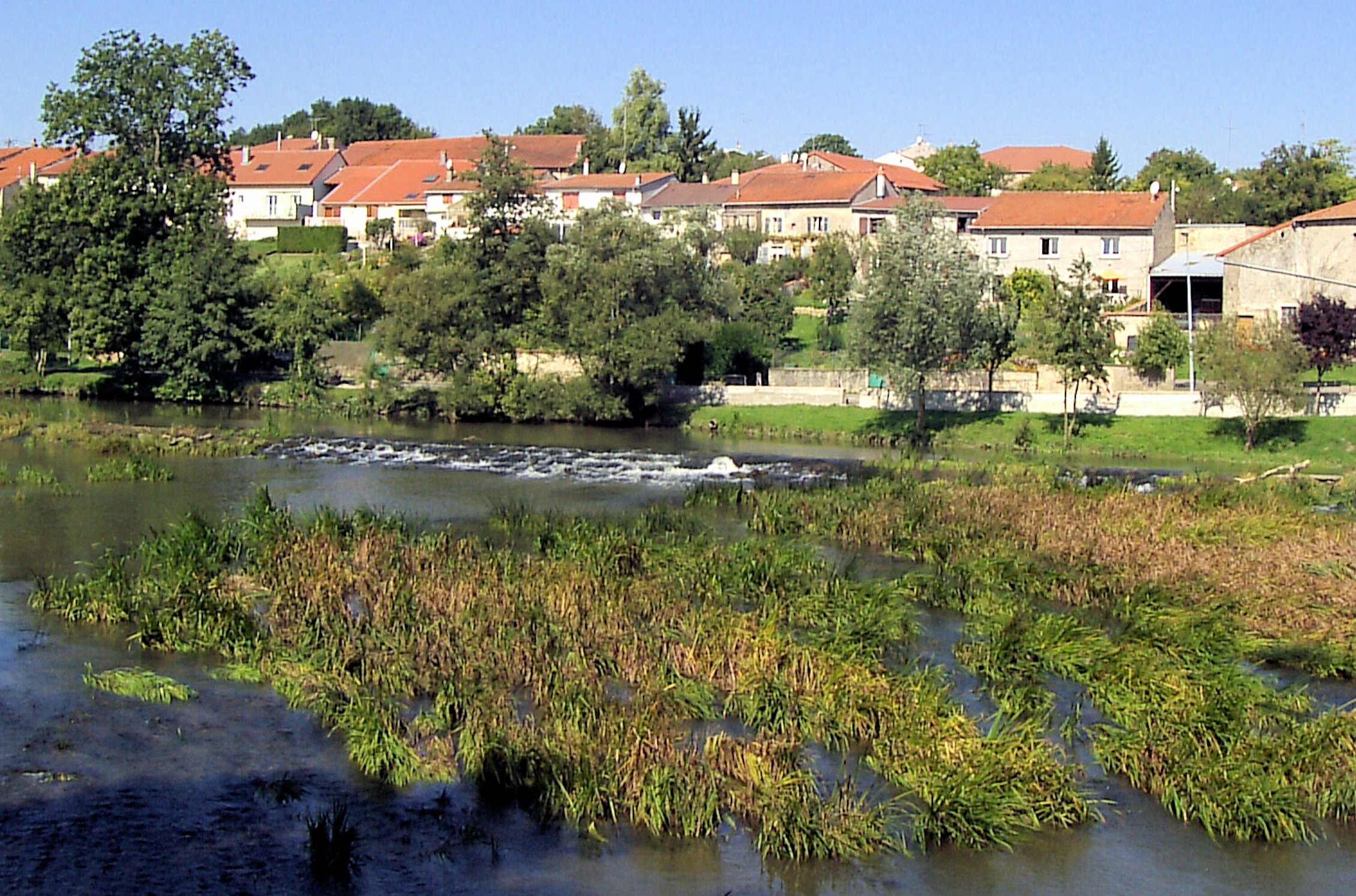
Blick über den Madon nach Xirocourt

Die Gemeinde Xirocourt liegt etwa 30 Kilometer südlich von Nancy am linken Ufer des Madon. In südlicher Richtung ist die Grenze zum Département Vosges nur vier Kilometer von Xirocourt entfernt. Die Landschaft des Saintois ist hügelig und erreicht in der Colline de Sion (mit dem Turm Signal de Vaudémont) südwestlich von Xirocourt 541 Meter über dem Meer.
Nachbargemeinden von Xirocourt sind (in Uhrzeigerrichtung, von Norden beginnend): Tantonville, Affracourt, Vaudeville, Vaudigny, Lebeuville, Germonville, Bralleville, Jevoncourt, Saint-Firmin und Praye.

## Bevölkerungsentwicklung
| Jahr      | 1962 | 1968 | 1975 | 1982 | 1990 | 1999 | 2006 | 2012 | 2022 |
| --------- | ---- | ---- | ---- | ---- | ---- | ---- | ---- | ---- | ---- |
| Einwohner | 289  | 309  | 277  | 310  | 338  | 403  | 449  | 459  | 452  |

Im Jahr 1831 wurde mit 875 Bewohnern die bisher höchste Einwohnerzahl ermittelt. Die Zahlen basieren auf den Daten von cassini.ehess und INSEE.

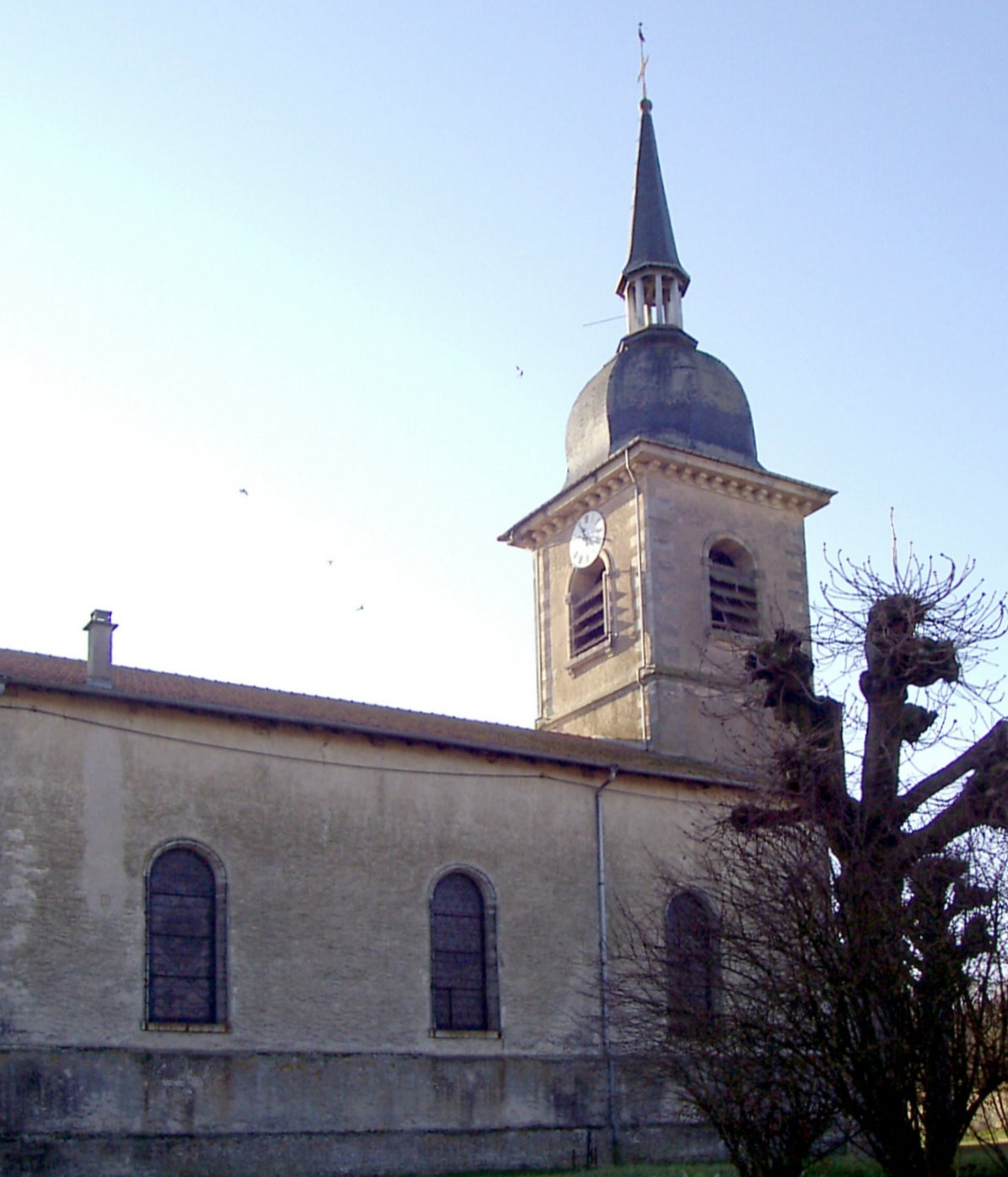
Mariä-Geburts-Kirche

## Sehenswürdigkeiten
- Mariä-Geburts-Kirche (Église de la Nativité-de-la-Vierge)

## Wirtschaft und Infrastruktur
Die Einwohner von Xirocourt leben von der Landwirtschaft, von kleinen Handwerksbetrieben oder pendeln in die Industriegebiete des nahen Moseltales. In der Gemeinde sind sieben Landwirtschaftsbetriebe ansässig (Getreideanbau, Pferdezucht).  In Xirocourt befindet sich außerdem eine Baumschule, die sich unter anderem auf Bambusgehölze und seltene Baumarten spezialisiert hat.
Die durch die Ortschaft führende Fernstraße D 904 verbindet Xirocourt in Richtung Südosten mit der Stadt Charmes und der Route nationale 57 (Metz–Nancy–Épinal) sowie in Richtung Nordwesten mit der Kleinstadt Vézelise. Weitere Straßenverbindungen bestehen nach Mirecourt und Haroué. Der nächste Bahnhof befindet sich in der Nachbargemeinde Saint-Firmin an der Bahnstrecke Jarville-la-Malgrange–Mirecourt.

## Partnerschaft
Seit 1986 pflegt die Gemeinde Xirocourt eine Partnerschaft zur deutschen Gemeinde Waldleiningen in Rheinland-Pfalz.

## Belege
1. ↑  Xirocourt auf cassini.ehess
2. ↑  Xirocourt auf INSEE
3. ↑  Landwirtschaftsbetriebe auf annuaire-mairie.fr (französisch)